# ArtContest
 (novembre 2019).
ArtContest est un concours créé en 2005 par Valérie Boucher Marcolini qui s'adresse aux artistes belges ou résidant en Belgique, de 35 ans maximum.

## Prix et organisation
Outre les dotations financières, les lauréats du concours sont invités à organiser une exposition personnelle dans une des institutions partenaires :
- Yoel Pytowski - lauréat du premier 2019 prix fera une exposition individuelle à la Galerie du Botanique en 2020, Max Kesteloot - lauréat du deuxième prix fera une exposition individuelle dans la C-Box à la CENTRALE for contemporary art en 2020,
- Jolien De Roo - lauréate du premier 2018 prix a réalisé une exposition individuelle à la Villa Empain (Fondation Boghossian) en 2019[2], Pascale Valcke - lauréate deuxième prix 2018 a réalisé une exposition individuelle dans la C-Box à la CENTRALE for contemporary art en 2019[3],
- Ben Van den Berghe – Alexey Shlyk - lauréats du premier prix 2017 ont réalisé une exposition individuelle à la Villa Empain (Fondation Boghossian) en 2018[4],
- Olivia Hernaïz - lauréate du premier prix 2016 a réalisé une exposition individuelle au Musée d’Ixelles cette même année[5],[6],
- Oriol Vilanova - lauréat du premier prix 2015 a réalisé une exposition individuelle au Musée d’Ixelles en 2016[7],[8],
- Younes Baba-Ali - lauréat du premier prix 2014 a réalisé une exposition individuelle au Musée d’Ixelles en 2015[9],
- Sonia Niwemahoro - lauréate du premier prix 2013 a réalisé une exposition individuelle au Musée d’Ixelles en 2015[10],
- Pauline M’Barek - lauréate du premier prix 2012 a réalisé une exposition individuelle au Musée d’Ixelles en 2013[11],
- Pieter Geenen - lauréat du premier prix 2011 a réalisé une exposition individuelle au Musée d’Ixelles en 2012[12],
- Lucie Lanzini - lauréate du premier prix 2010 a réalisé une exposition individuelle au We Project en 2011[13],
- Maxime Brygo - lauréat du premier prix 2009 a réalisé une exposition individuelle au We Project en 2009[14].

Depuis 2012, le troisième prix est décerné par la Sabam (Société belge des auteurs, compositeurs et éditeurs).

## Composition du jury 2019
- Carine Bienfait, directrice du JAP de Bruxelles[15]
- Catherine Mayeur, professeur d’histoire de l’art
- Liliane De Wachter, curatrice au Musée d'Art contemporain d'Anvers
- Albert Baronian, galeriste
- Simon Delobel, historien de l’Art et Curateur

## Lauréats par l'année
- 2019 : Premier prix - Yoel Pytowski ; Deuxième prix - Max Kesteloot ; Troisième prix - Mostafa Safi Rahmouni ; Mention spéciale du jury - Marlies De Clerck[16]
- 2018 : Premier prix - Jolien De Roo ; Deuxième prix - Pascale Valcke ; Troisième prix - Antoine Waterkeyn
- 2017 : Premier prix - Ben Van den Berghe – Alexey Shlyk ; Deuxième prix - William Ludwig Lutgens ; Troisième prix - Luiza Crosman
- 2016 : Premier prix - Olivia Hernaïz ; Deuxième prix - Lydia Debeer ; Troisième prix - Tamara Van San
- 2015 : Premier prix - Oriol Vilanova ; Deuxième prix - Rein Dufait ; Troisième prix - Ariane Loze
- 2014 : Premier prix - Younes Baba-Ali ; Deuxième prix - Max Pinckers ; Troisième prix - Jonathan Rosic
- 2013 : Premier prix - Sonia Niwemahoro ; Deuxième prix - Hana Miletic ; Troisième prix - Erika Hock
- 2012 : Premier prix - Pauline M’Barek ; Deuxième prix - Adrien Lucca ; Troisième prix - Sébastien Pauwels ; Mention spéciale du jury - Meryll Hardt
- 2011 : Premier prix - Pieter Geenen ; Deuxième prix - Hamza Halloubi ; Troisième prix - Antoine Vanoverschelde
- 2010 : Premier prix - Lucie Lanzini ; Deuxième prix - David Marchandise ; Troisième prix - Sarah Van Marcke
- 2009 : Premier prix - Maxime Brygo ; Deuxième prix - Julien Dubuisson ; Troisième prix - David de Tscharner
- 2008 : Premier prix - Thomas Bernardet ; Deuxième prix - Boris Thiebaut ; Troisième prix - Charles Paulicevich
- 2007 : Premier prix - Frédéric Penelle ; Deuxième prix - Thomas Mazzarella ; Troisième prix - Sofia Boubolis
- 2006 : Premier prix - Justin Morin ; Deuxième prix - Susanne Elhardt ; Troisième prix - Bernard Gilcozar
- 2005 : Premier prix - Jean-Baptiste Bernadet ; Deuxième prix - Antoine Detaille ; Troisième prix - Hugues Dubuisson